# Bisdom Chicoutimi
Het bisdom Chicoutimi (Latijn: Dioecesis Chicoutimiensis) is een rooms-katholiek bisdom met als zetel Chicoutimi, een borough van de stad Saguenay, in Canada. Het bisdom is suffragaan aan het aartsbisdom Québec. 

## Geschiedenis
Het bisdom werd opgericht op 28 mei 1878, uit delen van het aartsbisdom Québec.  

## Parochies
Het bisdom had in 2021 een oppervlakte van 91.150 km2 en telde 257.005 inwoners waarvan 94,2% rooms-katholiek was.

## Bisschoppen
- Dominique Racine (28 mei 1878 - 28 januari 1888)
- Louis-Nazaire Bégin (1 oktober 1888 - 22 maart 1892)
- Michel-Thomas Labrecque (8 april 1892 - 11 november 1927)
- Charles-Antonelli Lamarche (17 augustus 1928 - 29 januari 1940)
- Georges-Arthur Melançon (31 mei 1940 - 18 februari 1961)
- Marius Paré (18 februari 1961 - 5 april 1979; hulpbisschop sinds 7 februari 1956, coadjutor sinds 6 februari 1960)
  - Roch Pedneault (hulpbisschop: 10 mei 1974 - 15 juni 2002)
- Jean-Guy Couture (5 april 1979 - 19 juni 2004)
- André Rivest (19 juni 2004 - 18 november 2017)
- René Guay (18 november 2017 - heden)

Québec (aartsbisdom) · Chicoutimi · Sainte-Anne-de-la-Pocatière · Trois-Rivières